# 다테야마호조정
다테야마호조정(館山北条町)은 쇼와전기의 짧은 기간 지바현 아와군에 존재했던 정이다. 현재의 다테야마시 중부에 해당한다.
1939년에 다테야마정과 호조정이 합병해 정이 되었지만, 6년 후 다른 두 정과 합병하여 다테야마시가 되었다.

## 역사
- 1933년 4월 18일 - 다테야마정, 호조정이 합병해 다테야마호조정이 성립하였다.
- 1939년 11월 3일 - 나고정, 후나카타정과 합병해, 다테야마시가 신설되어, 동일 다테야마호조정은 폐지되었다.

## 교통

### 철도
- 국철
  - 가사라즈선

### 도로
- 가사라즈 가도